# Yohanes Chiappinelli
Yohanes Chiappinelli (ur. 18 sierpnia 1997 w Addis Abebie) – włoski lekkoatleta, średniodystansowiec, młodzieżowy mistrz Europy z 2017.
Złoty medalista mistrzostw Europy juniorów z Eskilstuny (2015) oraz młodzieżowych mistrzostw Starego Kontynentu z Bydgoszczy (2017) w konkurencji 3000 metrów z przeszkodami. Od grudnia 2015 roku reprezentuje klub sportowy włoskiej żandarmerii.
Wielokrotny mistrz Włoch. Odnosi sukcesy również w biegach przełajowych na poziomie europejskim.
Rekordy życiowe: bieg na 3000 metrów z przeszkodami – 8:24,26 (6 czerwca 2019, Rzym).

## Osiągnięcia
| Rok  | Impreza                                   | Miejsce         | Konkurencja                   | Lokata      | Wynik   |
| ---- | ----------------------------------------- | --------------- | ----------------------------- | ----------- | ------- |
| 2013 | Mistrzostwa świata juniorów młodszych     | Donieck         | bieg na 3000 m                | 10. miejsce | 8:27,76 |
| 2013 | Mistrzostwa świata w biegach przełajowych | Bydgoszcz       | bieg juniorów                 | 44. miejsce | 23:33   |
| 2014 | Mistrzostwa świata juniorów               | Eugene          | bieg na 3000 m z przeszkodami | 6. miejsce  | 8:43,18 |
| 2014 | Mistrzostwa Europy w biegach przełajowych | Samokow         | bieg juniorów                 | 5. miejsce  | 20:33   |
| 2015 | Mistrzostwa świata w biegach przełajowych | Guiyang         | bieg juniorów                 | 33. miejsce | 25:44   |
| 2015 | Mistrzostwa Europy juniorów               | Eskilstuna      | bieg na 3000 m z przeszkodami | 1. miejsce  | 8:47,58 |
| 2015 | Mistrzostwa Europy w biegach przełajowych | Hyères          | bieg juniorów                 | 20. miejsce | 18:12   |
| 2016 | Mistrzostwa świata juniorów               | Bydgoszcz       | bieg na 3000 m z przeszkodami | 5. miejsce  | 8:32,66 |
| 2016 | Mistrzostwa Europy w biegach przełajowych | Chia            | bieg juniorów                 | 2. miejsce  | 17:14   |
| 2017 | Młodzieżowe mistrzostwa Europy            | Bydgoszcz       | bieg na 3000 m z przeszkodami | 1. miejsce  | 8:34,33 |
| 2017 | Mistrzostwa świata                        | Londyn          | bieg na 3000 m z przeszkodami | eliminacje  | 8:36,48 |
| 2017 | Mistrzostwa Europy w biegach przełajowych | Šamorín         | bieg młodzieżowców            | 27. miejsce | 25:16   |
| 2018 | Igrzyska śródziemnomorskie                | Tarragona       | bieg na 3000 m z przeszkodami | 3. miejsce  | 8:32,06 |
| 2018 | Mistrzostwa Europy                        | Berlin          | bieg na 3000 m z przeszkodami | 3. miejsce  | 8:35,81 |
| 2018 | Puchar interkontynentalny                 | Ostrawa         | bieg na 3000 m z przeszkodami | 3. miejsce  | 8:32,89 |
| 2019 | Mistrzostwa świata                        | Doha            | bieg na 3000 m z przeszkodami | eliminacje  | 8:24,73 |
| 2019 | Mistrzostwa Europy w biegach przełajowych | Lizbona         | bieg młodzieżowców            | 5. miejsce  | 24:51   |
| 2022 | Mistrzostwa Europy w biegach przełajowych | Turyn           | bieg seniorów                 | 8. miejsce  | 30:03   |
| 2023 | Mistrzostwa świata                        | Budapeszt       | maraton                       | 11. miejsce | 2:11:12 |
| 2023 | Mistrzostwa świata w biegach ulicznych    | Ryga            | półmaraton                    | 29. miejsce | 1:01:37 |
| 2024 | Mistrzostwa Europy                        | Rzym            | półmaraton                    | 10. miejsce | 1:01:42 |
| 2024 | Mistrzostwa Europy                        | Rzym            | półmaraton drużynowo          | 1. miejsce  | 3:03:33 |
| 2025 | Mistrzostwa Europy w biegach ulicznych    | Bruksela/Leuven | półmaraton                    | 5. miejsce  | 1:02:11 |
| 2025 | Mistrzostwa Europy w biegach ulicznych    | Bruksela/Leuven | półmaraton drużynowo          | 3. miejsce  | 3:08:42 |